# Ritratto del sultano Mehmet II
Il Ritratto del sultano Mehmet II è un olio su tela (69.9 × 52.1 cm) appartenente alla National Gallery di Londra e conservato in deposito al Victoria and Albert Museum, che raffigura, in posizione di tre quarti, il celebre sultano e reca la data 1480. Secondo la maggior parte della critica esso fu eseguito da Gentile Bellini durante la sua permanenza presso la corte ottomana.

## Storia
Tra le opere realizzate (o che si ritengono realizzate) da Gentile Bellini nel corso del suo soggiorno ad Istanbul, dal settembre 1479 sino al gennaio 1481, il Ritratto del sultano Maometto II è quella più conosciuta. Inviato presso la corte ottomana dalla Serenissima per soddisfare ad una precisa richiesta di Maometto II il Conquistatore, che ammirava l'arte occidentale, Gentile Bellini fu impegnato per diciotto mesi nella realizzazione di numerose opere artistiche: tra esse dovevano esservi anche un certo numero di ritratti, a cominciare proprio da quello del sultano. Non sono documentate le circostanze in cui fu realizzato il ritratto ora alla National Gallery di Londra.
In merito alla storia del dipinto, si sa che esso venne ceduto alla National Gallery dalla vedova di Austen Henry Layard, il famoso archeologo, collezionista e uomo di affari inglese che negli ultimi anni della sua vita soggiornò a Venezia, studiando l'arte italiana. Proprio a Venezia, nel 1865, Layard aveva acquistato il dipinto da un collezionista locale. Non si sa come il quadro sia arrivato da Istanbul a Venezia. Sono state avanzate varie congetture: che Gentile lo avesse portato con sé quando fece ritorno in patria, oppure che i discendenti del sultano, meno entusiasti di lui per l'arte occidentale, avessero deciso di disfarsi del dipinto fornendo ad un mercante veneziano la possibilità di venirne in possesso.
Non sono mancate da parte della critica forti riserve sulla assegnazione del dipinto alla mano di Gentile. Le due iscrizioni poste sulla balaustra in basso nel quadro - in corrispondenza dei piedritti reggenti l'arco che inquadra la figura del sultano - ricordano la data, il soggetto e l'autore dell'opera (quella di destra riporta la data 25 novembre 1480 e quella di sinistra i nomi di Mehmet e di Gentile Bellini). Si tratta tuttavia di iscrizioni non originali, ma apposte (o forse ridipinte) in epoca successiva.
Nel corso del XIX secolo il dipinto è stato trasportato dal legno alla tela, e sappiamo da un'analisi ai raggi X eseguita nel 1930 che il ritratto è stato pesantemente restaurato: l'alterazione della superficie pittorica originale impedisce di riconoscere la delicatezza del tratto che si può osservare in altri ritratti eseguiti da Gentile.
Nonostante i dubbi ricordati, gran parte della critica propende per l'assegnazione dell'opera al catalogo di Bellini. Con tale attribuzione il dipinto è stato presentato nella mostra "Ressam Sultan ve Portresi -Gentile Bellini ye Göre Fatih Sultan Mehmet" ("L'artista, il sultano e il suo ritratto – Mehmet il Conquistatore visto da Gentile Bellini") organizzata a Istanbul nel 1999-2000, alla mostra "Gentile Bellini and the East" tenutasi tra il 2005 e il 2006 a Boston e a Londra, e ancora alla mostra "Venezia e l'Islam. 828-1797" tenutasi a Venezia nel 2007.

## Descrizione e stile
Nella rappresentazione del busto del sultano Gentile Bellini adotta la posizione a tre quarti, che consente una più attenta analisi fisica e psicologica del personaggio. La figura del sultano è racchiusa, in guisa di cornice, entro un'elegante arcata ornata con motivi a fogliami, con i piedritti decorati a candelabre. Il sultano dà l'impressione di affacciarsi da una finestra con il davanzale ornato da un drappo elegantemente ricamato e impreziosito di gemme. Ai lati del davanzale sono dipinte le già ricordate iscrizioni. Sopra l'arcata, ai due lati della figura, troviamo file di tre corone, mentre una settima corona è ricamata sul drappo sottostante. Il significato simbolico delle sette corone non è chiaro.
Il sultano è vestito con abiti appropriati al suo rango: indossa un caffettano rosso con stola di pelliccia e porta in capo il turbante a "bulbo" tipico degli ʿulamāʾ. Il viso è ritratto con grande cura: i tratti fisionomici sono marcati, con la fiera barba rossiccia, il profilo affilato, il naso aquilino e gli zigomi pronunciati, elementi che contrastano con la sua espressione pensosa e vagamente assente.
È stato osservato come il meccanismo spaziale illusionistico creato dalla finestra ad arco abbia la funzione di separare lo spazio abitato dal sultano da quello dello spettatore: i due spazi distinti fanno sì che chi guarda vede l'illustre personaggio, ma non ha l'impressione di poter rivolgersi a lui.
In un saggio di commento alla mostra londinese "Gentile Bellini and the east", Orhan Pamuk, dopo aver spiegato come il quadro costituisca, per il popolo turco, una specie di icona eroica, commenta in questi termini le ragioni della popolarità di tale immagine:
(Orhan Pamuk, "Bellini e l'Oriente", saggio contenuto nel libro Altri Colori, Torino, Einaudi, 2008)
Tra le curiosità relative al quadro vi è da menzionare l'ammirazione che per esso nutriva Marcel Proust, testimoniata dal fatto che egli fa pronunciare a Swann queste parole:
(M. Proust, La strada di Swann)
Inoltre è stata notata la somiglianza del sultano con uno dei personaggi della lunetta Gesù fra i dottori nel tempio di Marco Palmezzano, conservata a Brisighella (RA).

## Un'icona del rapporto tra Occidente ed Oriente

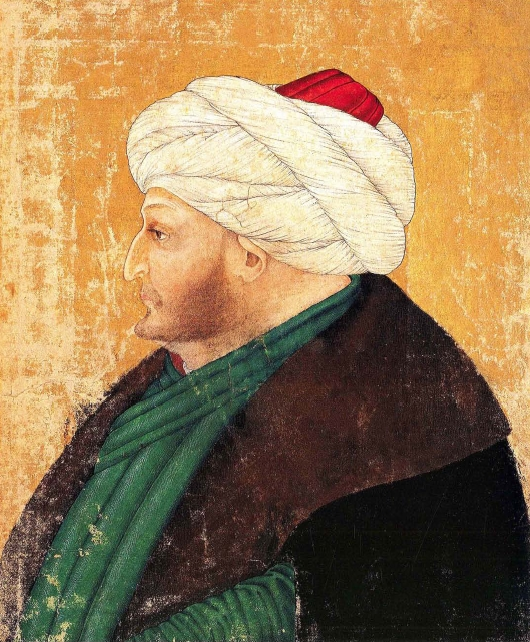
Costanzo da Ferrara (?), Ritratto di Mehmet II, Libreria del Topkapı

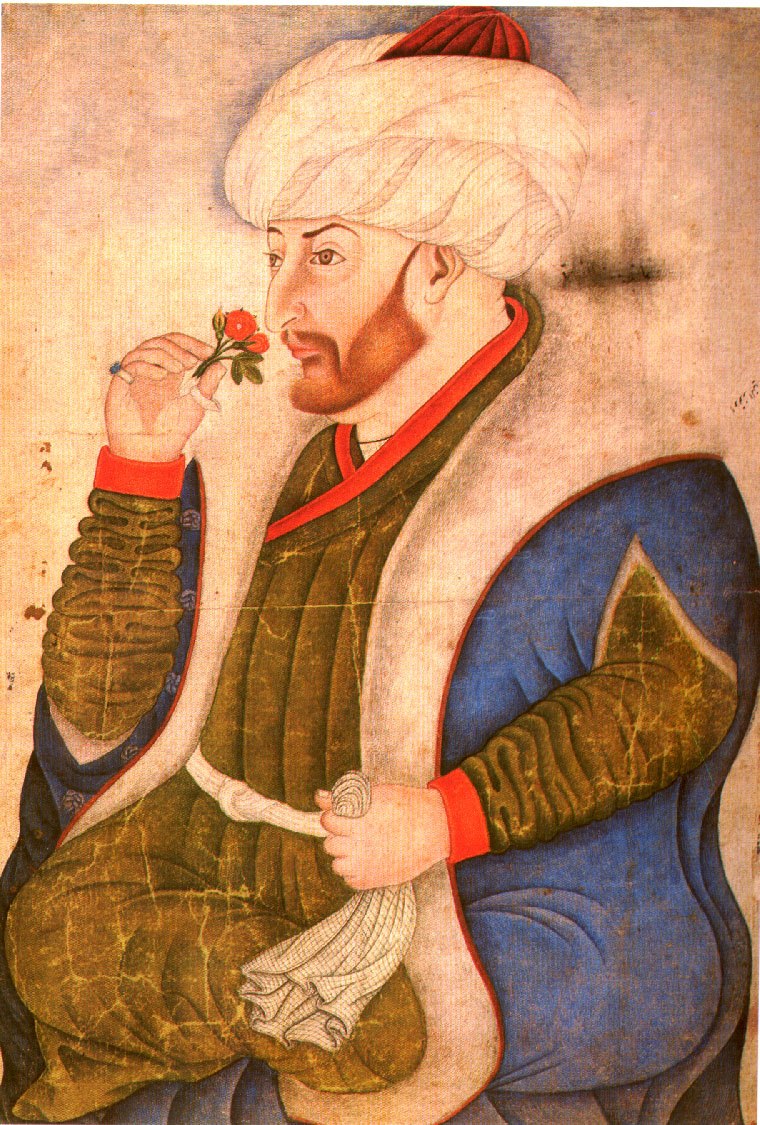
Sinan Bey (?), Ritratto di Mehmet II, miniatura, Libreria del Topkapı

ll fascino del dipinto non risiede solo nelle sue qualità artistiche, ma nelle circostanze della sua produzione che ci parlano dei rapporti di scambio che Venezia tenne a lungo con l'Islam e nelle notizie pervenuteci – accreditate da Giorgio Vasari – sul rapporto molto stretto e quasi amicale che si instaurò tra il pittore veneziano e quel sultano suo ospite che era rappresentato in Occidente come feroce tiranno e come acerrimo nemico della Cristianità.
Il quadro testimonia anche quanto forte fosse il desiderio di Mehmet II di venire in contatto con l'arte italiana, al punto da sfidare il divieto islamico di rappresentare la figura umana.
Quello della National Gallery non è l'unico ritratto occidentale del "Gran Turco". Il suo profilo è raffigurato sulla medaglia disegnata dallo stesso Bellini, con iscrizioni in caratteri latini, conservata alla National Gallery of Art di Washington, Samuel H. Kress Collection. Sempre di Gentile Bellini esiste una tavola dipinta a olio, conservata in una collezione privata svizzera, raffigurante un doppio ritratto in cui una delle figure è Mehmet II.
Prima del pittore veneziano, un altro artista italiano, Costanzo da Ferrara, era giunto alla corte del sultano: suo è il disegno di un'altra medaglia che ritrae Mehemet II (anch'essa alla National Gallery of Art). Un ritratto del sultano, omologo al disegno della medaglia di Costanzo da Ferrara, è conservato nel cosiddetto Fatih Album, nella libreria del Topkapı
L'interesse suscitato tra gli artisti ottomani dalla ritrattistica occidentale è testimoniato da una celebre miniatura, anch'essa contenuta nel Fatih Album, che ci offre una singolare rappresentazione di Mehmet II, una rappresentazione che riesce a combinare tra di loro espressioni della ritrattistica italiana rinascimentale e di quella islamica. La postura seduta del sultano è a gambe incrociate, tipica delle miniature islamiche; come altrettanto tipico di tale tradizione è il gesto di odorare una rosa. Sono invece occidentali le voluminose rappresentazioni dei vestiti che conferiscono al disegno un accenno di prospettiva, nonché l'attenzione realistica ai tratti del volto, che pare ispirarsi direttamente al dipinto di Gentile Bellini.
Le opere menzionate testimoniano l'incontro tra l'arte rinascimentale italiana e quella islamica nella seconda metà del XV secolo, un incontro che fu contrastato già dal successore di Mehmet, Bayezid II, il quale non condivideva i gusti e lo stile di vita del padre e lasciò che si disperdesse l'eredità di Bellini e degli altri artisti occidentali. Anche i successivi sultani si adoperarono per evitare "contaminazioni" tra le due forme d'arte.
Intellettuali turchi della prima metà del XX secolo, in linea con il kemalismo, cominciarono a rimpiangere tale mancato incontro come occasione perduta. Parlando del poeta nazionalista Yahya Kemal, Orhan Pamuk, nel suo saggio sulla mostra "Gentile Bellini and the east" afferma che:
(Orhan Pamuk, "Bellini e l'Oriente", saggio contenuto nel libro Altri Colori, Torino, Einaudi, 2008)